# Черноморский край (газета)
Черномо́рский край — газета, выходившая в Сочи в 1910—1912 гг. В 1913—1914 гг. в Новороссийске выходила одноименная газета.

## История
11 июля (24 июля) 1910 года в Сочи начинает издаваться газета под названием «Черноморский край». Главный редактор и издатель — Г. Д. Торопов. Газета имела общественно-литературные и политико-экономические рубрикации. Согласно сведениям, обнаруженным в музее истории города-курорта Сочи, редакция и издательство газеты находились в населенном пункте Гагры Сочинского округа. До № 109 местом издания в газете обозначался посад Сочи, а с № 110 — уже выходит с местом Гагры. «Черноморский край» насчитывал четыре страницы текста и издавался 1—3 раза в неделю.
В первом выпуске «Черноморского края» была опубликована статья, характеризующая будущую деятельность этой газеты. Так, почти сто лет назад местный корреспондент «Черноморского края» писал:

«Первый номер газеты является не только печатным листом того или другого формата с тем или другим содержанием. Но и знаменем, на котором читатели стараются прочесть лозунги и девизы нового органа печати.

И мы, не путаясь, в длинных, громких и блестящих, но так часто ровно ничего не значащих фразах, постараемся выразить их коротко и ясно! Наше направление: Внепартийно-прогрессивное. Наши убеждения: Законность! Право! Справедливость! Наши задачи: Всесторонняя разработка и беспристрастное освещение всех нужд и интересов Черноморского побережья и примыкающей к нему части Кавказа. Наши цели: Способствовать правдивым, смелым, искренним печатным словом развитию на пути умственного и экономического прогресса нашего богатого и прекрасного, но, увы, дикого и малокультурного края».

Статья завершалась призывом: 
«Всех нам сочувствующих просим присоединиться к нам словом и делом, дабы рука об руку, с сегодняшнего дня, веря друг в друга, идти по трудному тернистому пути к далекой, но верной и достойной цели».
Значительное место в газете занимали рекламные объявления и официальные сообщения. В отличие от газет революционной поры, в этой газете объявления печатались на первой странице. По ним мы можем проследить общественное, экономическое и культурное развитие посада Сочи.
Одновременно «Черноморский край» охотно помещал рекламу наиболее удачливых коммерсантов из Сочи и Гагры. Страницы окружной газеты пестрели рекламой универсальных магазинов, оптовых складов и т. д. Почти в каждом выпуске печатались объявления о продаже земельных участков. Особое место занимала курортная реклама.